# Путятин, Михаил Михайлович Бык
Князь Михаил Михайлович Бык Путятин (1528, Русское государство — 1607, Москва) — русский военачальник из княжеского рода Путятиных.

## Биография
Старший из пяти сыновей Михаила Петровича Путятина. Участник Ливонской войны, в 1579 году являлся осадным воеводой в Пайде, затем в Пернове. После начала русско-шведской войны 1590—1595 годов участвовал в походах на шведов. В 1591 году после взятия Ивангорода пятый воевода в данном городе. Участвовал в походе на Выборг. В 1594 году второй воевода в Ивангороде, в 1595 году — воевода в Чернигове. В 1597—1599 и в 1601—1602 годах — воевода в Ливнах. В 1604 году встречал персидского посла.
Оставил единственного сына — Якова Михайловича Путятина.